# Пещеры Казахстана
Наличие пещер в Казахстане характерно главным образом для двух так называемых спелеопровинций: Устюртской или Устюртско-Мангышлакской, входящей в состав Туранской спелеологической страны, а также провинции Среднего Тянь-Шаня, относящейся к Памиро-Тяншанской спелеологической стране.
На полуострове Мангышлак описано более трёх десятков коррозионно-абразионных полостей длиной до 20 метров. Пещера Мелового мыса, заложенная в известняках неогена на берегу Каспийского моря, достигает 100 метров в длину. В неогеновых известняках и гипсах плато Устюрт известно более полусотни пещер, крупнейшими из которых являются Утебайская пещера (100 м), Саракамышская пещера (200 м) и шахта Болоюк (длина/глубина 190/120 м).
В западных отрогах Тянь-Шаня на границе с Узбекистаном описаны крупнейшие пещеры страны, среди них Улучурская пещера (1500/250 м), Сусынгенская пещера (560/130 м), Ленинская пещера (196/160 м), Весенняя пещера (300/200 м). Отмечены крупные полости в районах залежей свинцово-цинковых руд, такие как Ачисай, Карасайская пещера и Кенунгуртас. В Заилийском Алатау под ледником Богдановича расположена ледяная Октябрьская пещера длиной 1390 метров и глубиной 118 метров.
В Абайском районе известна небольшая пещера Коныраулиенская, которую посещали казахские писатели Абай Кунанбаев, Мухтар Ауэзов и другие.

## Список
- Иманкара (пещера)